# Austrocurupira
Genre
Austrocurupira est un genre d'insectes diptères nématocères de la famille des Blephariceridae.

## Liste d'espèces
Selon Catalogue of Life (8 juin 2014) :
- Austrocurupira nicholsoni